# 2,6-ジメチルピペリジン
2,6-ジメチルピペリジン(2,6-dimethylpiperidine)は、化学式がC5H8(CH3)2NHの化合物である。R,S異性体とキラルなR,R/S,Sエナンチオマーの二種類のジアステレオマーが存在する。ジメチルピペリジンはピペリジン誘導体で、2個の水素原子がメチル基に置換している。2,6-ジメチルピリジン（2,6-ルチジン）から合成される。
R,S異性体の大部分はその立体障害のためメチル基がエカトリアル位に配置したいす型配座として存在する。R,R/S,S異性体は、その部分がキラルな二級アミンであるため反応が興味深い。
消防法に定める第4類危険物 第1石油類に該当する。